# Tham chính viện Việt Nam Cộng hòa
Tham chính viện Việt Nam Cộng hòa là cơ quan xét xử hành chính cấp cao và tư vấn pháp lý cho Chính phủ và Quốc hội thời Đệ Nhất Cộng hòa. Trụ sở cơ quan này tọa lạc tại số 146 đường Phan Đình Phùng, Sài Gòn.

## Lịch sử
Tham chính viện được thành lập dưới thời Quốc gia Việt Nam do Dụ số 38 ngày 9 tháng 11 năm 1954 để thay thế Ban Hành chính Tối cao Pháp viện cũ bị bãi bỏ vì không hợp thời. Ban này trước kia được thiết lập do Dụ số 5 ngày 18 tháng 10 năm 1949 sửa đổi bởi Dụ số 5 ngày 29 tháng 3 năm 1954. Trụ sở của Tham chính viện đặt tại Sài Gòn và có thẩm quyền trên toàn quốc. Theo Dụ số 38 thì đây là một cơ quan tối cao để xét xử những vụ tranh tụng giữa tư nhân và hành chính, bảo vệ công dân phòng khi những bộ phận công quyền vi luật. Cơ quan tài phán hành chính tối cao này còn tham dự vào việc soạn thảo các văn kiện lập pháp và lập quy của Chính phủ để luật lệ được hoàn chỉnh và thuần nhất. Nó cũng phúc thẩm các bản án do Tòa án Hành chánh tuyên xử nếu có đơn xin thượng tố, ngoài ra còn phải định về những đơn xin thủ tiêu các quyết nghị hành chính và những vụ kiện do các công chức đệ đơn. Cơ quan này chính thức giải thể vào ngày 3 tháng 11 năm 1963 sau khi Hội đồng Quân nhân Cách mạng làm đảo chính lật đổ nền Đệ Nhất Cộng hòa. 

## Tổ chức
Tham chính viện bao gồm bốn cơ quan chính:
- Ban Tài phán: Phụ trách việc xét xử các vụ tranh tụng hành chính.
- Ban Hành chính: Cơ quan tư vấn pháp lý cho Chính phủ và Quốc hội.
- Đại Hội đồng Tham chính viện: Xử lý những vụ việc quan trọng liên quan đến tư pháp hành chính và kỷ luật thẩm phán hành chính.
- Phòng Tổng Thư ký: Phụ trách việc tố tụng, ghi nhận các đơn khiếu nại và kháng nại, tống đạt các biện minh trạng, kháng biện luận và các giấy tờ thủ tục cho đương sự.

Tham chính viện gồm có một Chủ tịch, một hay hai Phó Chủ tịch, một số Cố vấn và Tham nghị, một Tổng Thư ký kèm theo một hay nhiều thư ký trợ lực. Nhân viên của cơ quan này cùng với nhân viên Tòa án Hành chánh, trừ Tổng Thư ký và thư ký trợ lực, đều thuộc một ngạch Thẩm phán, mệnh danh là Thẩm phán Hành chính. 

## Chức năng
Tham chính viện có chức năng như sau:
1. Phúc thẩm các bản án do Tòa án Hành chánh xử sơ thẩm.
2. Xét xử các việc xin phá các bản án do Tòa án Hành chánh hay những Pháp đình có tính cách hành chính xử chung thẩm.
3. Sơ thẩm và chung thẩm những việc xin thủ tiêu các quyết định hành chính, cá nhân hay lập quy mà có những tì tích như lạm quyền, vô thẩm quyền, vi luật và không có lý do, hay căn cứ vào lý do không xác thực.
4. Sơ thẩm và chung thẩm mọi vụ tranh tụng liên quan đến hành chính của các công chức do Sắc lệnh hay Nghị định Tổng thống bổ nhiệm.

Nói chung, Tham chính viện là cơ quan tài phán hành chính tối cao có nhiệm vụ xét xử những vụ tranh tụng giữa tư nhân và chính phủ, liên quan đến tố tụng về trách nhiệm của công sở và tập thể công lập, tố tụng về công vụ, tố tụng về bầu cử, tố tụng về thuế vụ, tố tụng về tính cách hợp pháp của các hành vi hành chính, tóm lại để bảo vệ công dân khi cơ quan công quyền gây thiệt hại trong mọi hoạt động.
Ngoài ra, Tham chính viện còn có thẩm quyền cố vấn và dự pháp: trên địa hạt này, Tham chính viện nghiên cứu và phát biểu ý kiến về những văn kiện hành chính, dự án Luật, Dụ, Sắc lệnh hay Nghị định, và về các vấn đề pháp lý do nhân viên Chính phủ hay các cơ quan công quyền gọi đến để lấy ý kiến. Ý kiến hoặc phán quyết của Tham chính viện trong các vấn đề hành chính chỉ mang tính tham khảo, cơ quan yêu cầu ý kiến không bắt buộc phải tuân theo. Tuy nhiên, trong hoạt động xét xử, các bản án của Ban Tài phán có giá trị pháp lý thực tế. Tham chính viện mang tính chất lai giữa tòa án hành chính và hội đồng tư vấn pháp luật cho Chính phủ Việt Nam Cộng hòa.

## Nhận định
Tham chính viện là một thiết chế đặc thù kết hợp hai vai trò: xét xử tranh chấp hành chính và tư vấn pháp lý cho Chính phủ lẫn Quốc hội. Ưu điểm nổi bật của cơ quan này là góp phần bảo vệ nguyên tắc phân quyền và nâng cao chất lượng lập pháp. Tuy nhiên, do ý kiến tư vấn không mang tính bắt buộc và thẩm quyền chế tài hạn chế, Tham chính viện gặp khó khăn trong việc bảo đảm hiệu quả kiểm soát hành pháp. Dù vậy, đây vẫn là một bước tiến quan trọng trong việc xây dựng nhà nước pháp quyền tại Việt Nam Cộng hòa. 